# یوروپل
آژانس اتحادیه اروپا برای همکاری در اجرای قانون، (به انگلیسی: The European Union Agency for Law Enforcement Cooperation) که با نام Europol، سابقاً دفتر پلیس اروپا و واحد مواد مخدر یوروپل شناخته می‌شد، یک سازمان اجرای قانون در اتحادیه اروپا (EU) است که در سال ۱۹۹۸ برای مدیریت اطلاعات جنایی و مبارزه با سازماندهی جنایت و جرائم سازمان‌یافته بین‌المللی مانند تروریسم تشکیل شد. این سازمان از طریق همکاری بین مقامات کشورهای عضو اتحادیه اروپا اداره می‌شود. آژانس هیچگونه اختیارات اجرایی ندارد و مقامات آن حق ندارند بدون تأیید قبلی مقامات ذی‌صلاح در کشورهای عضو، مظنونان را دستگیر یا اقدام کنند. این سازمان که در لاهه کشور هلند مستقر شده، در سال ۲۰۱۶ دارای ۱۰۶۵ کارمند بود.

## تاریخچه

### ریشه و تأسیس

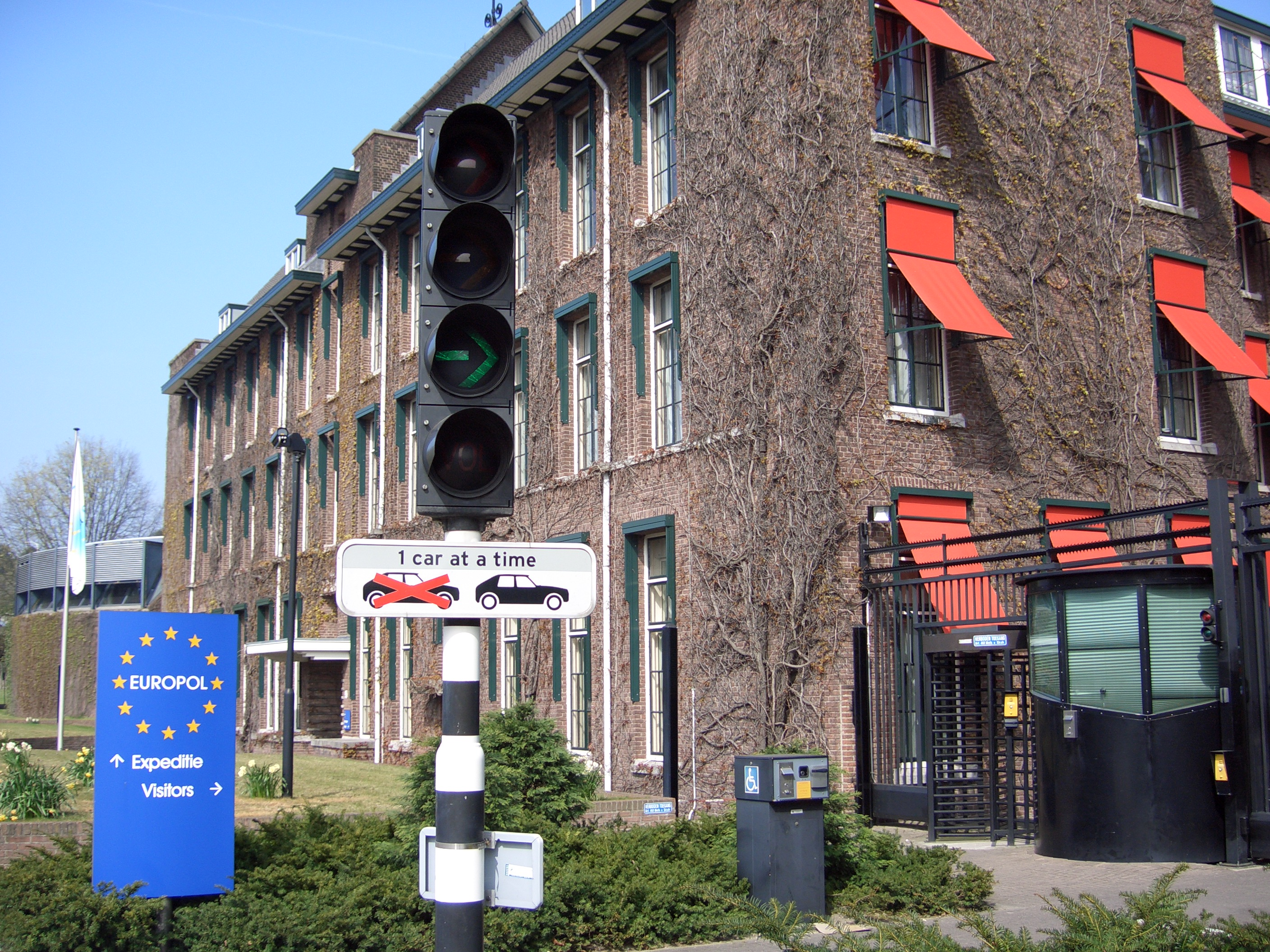
دفتر مرکزی یوروپل از سال ۱۹۹۴ تا ۲۰۱۱ در لاهه، تصویر سال ۲۰۰۷

یوروپل از مجمع TREVI می‌آیند، یکمجمع همکاری امنیتی در میان وزیران کشور و دادگستری جامعه اروپا که در ۱۹۷۶ ایجاد شد. در ابتدا، TREVI بر تروریسم بین‌المللی تمرکز کرد، اما کم‌کم شروع به پوشش سایر مناطق جرایم مرزی در جامعه کرد. در اجلاس اروپا در لوکزامبورگ در ۲۸ و ۲۹ ژوئن ۱۹۹۱، هلموت کوهل، صدراعظم آلمان، خواستار ایجاد یک آژانس پلیس اروپا مشابه اداره تحقیقات فدرال (FBI) شد - به این ترتیب بذر همکاری پلیس در سراسر اروپا کاشته می‌شود. در اجلاس سران، شورای اروپا موافقت کرد که "یک دفتر تحقیقات جنایی اروپای مرکزی (یوروپل) حداکثر تا ۳۱ دسامبر ۱۹۹۳" ایجاد شود.

ایده اجلاس لوکزامبورگ در شورای اروپا در ماستریخت در تاریخ ۹–۱۰ دسامبر ۱۹۹۱ برای تهیه پیش نویس پیمان ماستریخت، بیشتر شرح داده شد. شورای اروپا موافقت کرد که «یک دفتر پلیس اروپا (یوروپل) ایجاد شود که عملکرد اولیه آن سازماندهی تبادل اطلاعات در مورد مواد مخدر باشد». به همین ترتیب شورا اروپا به وزرای TREVI دستور داد تا اقدام‌های لازم را در راه اندازی دفتر انجام دهند. در ۷ فوریه ۱۹۹۲، با امضای پیمان ماستریخت، یوروپل با ماده بیشتری در قانون ماده K.1، بخش ۹ ثبت شد: 
[. . .] کشورهای عضو باید زمینه‌های زیر را به عنوان موضوعات مورد علاقه مشترک در نظر بگیرند: [...] همکاری پلیس برای اهداف پیشگیری و مبارزه با تروریسم، قاچاق غیرقانونی مواد مخدر و سایر انواع جدی جرایم بین‌المللی، از جمله در صورت لزوم جنبه‌های خاصی از همکاری گمرکی، در ارتباط با سازمان سیستم گسترده اتحادیه برای تبادل اطلاعات در یک اداره پلیس اروپا (یوروپل).
یوروپل برای اولین بار به‌طور موقت در سال ۱۹۹۳ به عنوان واحد مواد مخدر یوروپل (EDU) در استراسبورگ در همان مکانی که میزبان سیستم اطلاعات شینگن بود، به‌طور موقت تأسیس شد. این گروه کوچک اولیه در ژانویه ۱۹۹۴ و به رهبری یورگن استورباک و با عنوان نیروی کمکی برای نیروهای پلیس ملی در تحقیقات جنایی، عملیات را در آنجا آغاز کردند. رقابت برای یافتن ساختمان دائمی یوروپل در این دوره بین شهرهای لاهه، رم و استراسبورگ بود - شورای اروپا در ۲۹ اکتبر ۱۹۹۳ تصمیم گرفت که یوروپل در لاهه تأسیس شود. یک مدرسه پسرانه کاتولیک سابق که در سال ۱۹۱۰ در Raamweg 47 ساخته شد به عنوان مکان دقیق انتخاب شد. این خانه در جنگ جهانی دوم توسط پلیس و آژانس‌های اطلاعاتی و پس از جنگ توسط سرویس اطلاعاتی دولت هلند مورد استفاده قرار گرفت تا اینکه در سال ۱۹۹۴ یوروپل در آنجا مستقر شد.
کنوانسیون یوروپل در ۲۶ ژوئیه ۱۹۹۵ در بروکسل امضا شد و پس از تصویب توسط همه کشورهای عضو، از ۱ اکتبر ۱۹۹۸ برای همه کشورهای عضور اتحادیه اروپا لازم‌الاجرا شد. اداره پلیس اروپا (یوروپل) فعالیت‌های خود را از ۱ ژوئیه ۱۹۹۹ آغاز کرد.

### اصلاحات به عنوان آژانس اتحادیه اروپا
یوروپل با تصمیم شورای 2009/371 / JHA از ۶ آوریل ۲۰۰۹ به‌طور کامل در اتحادیه اروپا ادغام شد. این قرارداد در ۱ ژانویه ۲۰۱۰ جایگزین کنوانسیون یوروپل و یوروپل به عنوان یک آژانس اتحادیه اروپا (به عنوان مثال تابع قوانین و رویه‌های عمومی قابل اجرا برای همه آژانس‌های اتحادیه اروپا) قرار دادن شد. این ادغام بخاطر وجود آرمان‌های مختلف، مانند حمایت بیشتر از کشورهای عضو در مقابله با جرایم جدی و سازمان یافته، کنترل بودجه توسط پارلمان اروپا و ساده‌سازی اداری صورت گرفت.
مقر جدید آژانس ساختمان با مساحت ۳۲ هزار متر 2، طراحی شده توسط فرانک Wintermans، توسط ملکه هلند بئاتریکس هلند در ۱ ژوئیه ۲۰۱۱ در منطقه بین‌المللی لاهه در کنار دادگاه جنایی بین‌المللی برای یوگسلاوی سابق (ICTY) و سازمان منع سلاح‌های شیمیایی (OPCW) در آیزنهاورلان ۷۳ بازگشایی شد.
در ۱۱ ژانویه ۲۰۱۳، مدیر راب وین رایت و سسیلیا مالمستروم، کمیسر اروپا در امور داخلی، مرکز جرایم رایانه ای اروپا (EC3 یا EC³) را راه اندازی کردند، شاخه ای (واحدی) از یوروپل که وظیفه کمک به کشورهای عضو برای از بین بردن و برهم زدن جرایم اینترنتی توسط گروه‌های سازمان یافته را دارد. (به عنوان مثال کلاهبرداری آنلاین)، آسیب رساندن جدی به قربانیان (به عنوان مثال بهره‌برداری آنلاین جنسی از کودکان) و محافظت از تأثیر منفی بر زیرساخت‌ها و سیستم‌های حیاتی در اتحادیه اروپا. هدف این مرکز هماهنگی فعالیت‌های اجرای قانون مرزی علیه جرایم اینترنتی و فعالیت به عنوان یک مرکز تخصص فناوری مانند توسعه ابزار و آموزش است. کمیسر مالمستروم اظهار داشت که نیاز به مرکز جرایم اینترنتی در اروپا «محافظت از اینترنت آزاد و باز» است. در ۲۵ ژانویه ۲۰۱۶، مرکز مبارزه با تروریسم اروپا (ECTC) به عنوان یک پلت فرم استراتژیک جدید در یوروپل برای به اشتراک گذاشتن اطلاعات در میان کشورهای اتحادیه اروپا در ردیابی حرکات اروپاییان به سوریه و همچنین نظارت بر امور مالی تروریست‌ها و استفاده از اینترنت از سوی مبارزان راه اندازی شد.
هنگامی که انگلستان در سال ۲۰۱۴ از حوزه آزادی، امنیت و عدالت انصراف داد، درخواست آن برای ادامه در یوروپل تأیید شد.
پارلمان اروپا پس از سه سال مذاکره در ۱۱ مه ۲۰۱۶ چارچوب قانونی جدید یوروپل، مقررات (EU) 2016/794 را تصویب کرد و بنابراین تصمیمات قبلی ۲۰۰۹ را لغو کرد. چارچوب جدید اختیارات بیشتری در زمینه ضدتروریسم به یوروپل اعطا کرد که شامل افزودن برنامه‌های آموزش و تبادل برای کارکنان، ایجاد یک سیستم محافظت از داده‌های ثابت و تقویت کنترل مجلس بر آژانس است. این آیین‌نامه از تاریخ ۱ مه ۲۰۱۷ اعمال شد. علاوه بر این، نام کامل به آژانس اتحادیه اروپا برای همکاری در اجرای قانون (یوروپل) تغییر یافت.
به دلیل انصراف از منطقه آزادی، امنیت و عدالت، دانمارک مجاز به شرکت در مقررات تجدید نظر شده یوروپل ۲۰۱۶ نبود. در همه‌پرسی دسامبر ۲۰۱۵، این کشور انصراف از انتخاب خود به گزینه موردی را رد کرد، که به او امکان می‌داد در مقررات جدید شرکت کند و به عنوان عضوی از یوروپل باقی بماند. با این حال، دانمارک و اتحادیه اروپا در دسامبر ۲۰۱۶ در مورد توافق‌نامه همکاری توافق کردند. این توافق‌نامه توسط هر دو پارلمان اروپا و پارلمان دانمارک در ۲۷ آوریل ۲۰۱۷ پذیرفته شد و متعاقباً در ۲۹ آوریل ۲۰۱۷ امضا شد - دو روز قبل از قطع دانمارک از آژانس این توافق‌نامه به امضا رسید.
انگلیس همچنین در ابتدا در مقررات اصلاح شده یوروپل ۲۰۱۶ شرکت نکرد، اما متعاقباً تمایل خود را برای شرکت در دسامبر ۲۰۱۶ به اتحادیه اروپا اعلام کرد. مشارکت آن با تصمیم کمیسیون در مارس ۲۰۱۷ تأیید شد. در سپتامبر ۲۰۱۷، گزارش شد که انگلستان در حال برنامه‌ریزی برای دسترسی به یوروپل، مانند اشتراک اطلاعات و همکاری در مبارزه با جرم و تروریسم، پس از برگزیت است. با این حال، میشل بارنیه، مذاکره کننده ارشد اتحادیه اروپا در نوامبر ۲۰۱۷ گفت که انگلیس "پس از اجرای برگزیت " دیگر عضوی از آژانس دفاع اروپا یا یوروپل نخواهد بود ".
یوروپل تبلیغات و سو ۲۰۱۷ استفاده از کودک را متوقف کنید - ردیابی یک شی ject و وب سایت را در تاریخ ۳۱ مه ۲۰۱۷ آغاز کرد. هدف این سایت نمایش اشیا در تصاویر سو abuse استفاده جنسی کودکان برای تلاش برای یافتن مرتکبان و قربانیان است - به این امید که جزئیات متمایز مانند آرم روی کیسه یا بطری شامپو توسط مردم شناسایی شود و سپس می‌توانند آن را ارسال کنند. اطلاعات توسط یک خبر ناشناس یا رسانه اجتماعی. محققان این رویکرد را تأمین منابع جمعی نامیدند. بلینگکت، شبکه جستجوی تحقیقاتی، گزارش داد که چندین اشیا following به دنبال تلاش آن شناسایی شده‌اند برای حمایت از تماس یوروپل.

## وظایف و فعالیت‌ها

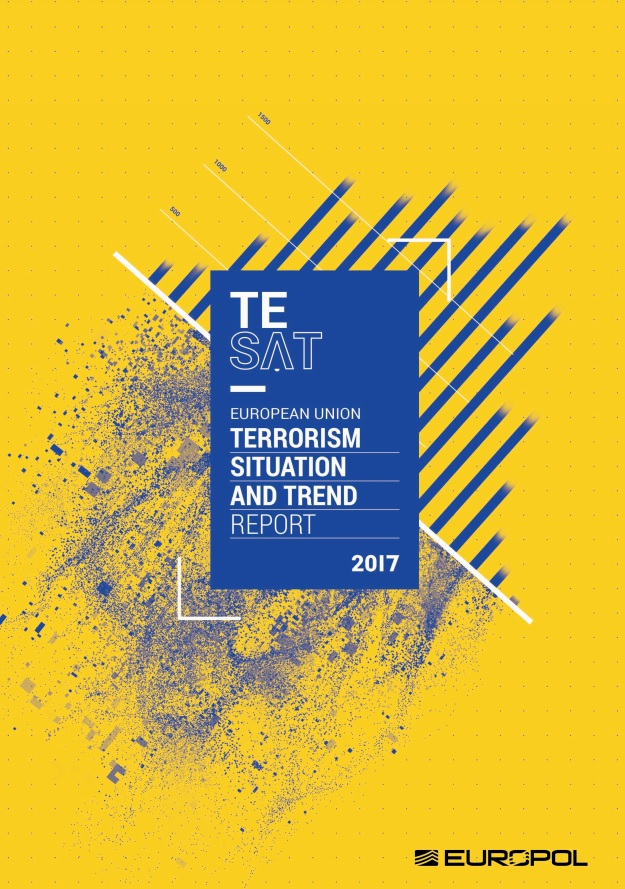
جلد وضعیت تروریسم و گزارش روند در سال ۲۰۱۷

یوروپل توسط اتحادیه اروپا موظف شده تا با خدمت به عنوان یک مرکز قانون به کشورهای عضو این اتحادیه در مبارزه با جرایم بین‌المللی، مانند قاچاق موادمخدر، قاچاق انسان، جرم مالکیت معنوی، جرایم اینترنتی، جعل یورو و تروریسم همکاری اجرایی و اطلاعاتی کند. یوروپل یا مقامات آن اختیارات اجرایی ندارند - و بنابراین قدرت دستگیری افراد را ندارند و نمی‌توانند تحقیقات را بدون تأیید مقامات ملی شروع کنند.
یوروپل گزارش داد که مقابله با جرایم اینترنتی، جرائم سازمان‌یافته و تروریسم و همچنین ایجاد ظرفیت‌های فناوری اطلاعات خود در طول چرخه استراتژی سال‌های ۲۰۱۶–۲۰۲۰ تمرکز خواهد کرد. به همین ترتیب یوروپل اعلام کرد که چرخه استراتژی قبلی ۲۰۱۰–۲۰۱۴ پایه و اساس آژانس را به عنوان مرکز اطلاعات جنایی اروپا قرار داد. ارزیابی تهدیدات جرایم جدی و سازمان یافته اتحادیه اروپا (SOCTA) در سال ۲۰۱۷، هشت حوزه اولویت جرم را شناسایی کرد:
1. تولید، قاچاق و توزیع مواد مخدر
2. قاچاق مهاجر
3. جرم مالکیت معنوی
4. قاچاق سازمان یافته
5. امور مالی جنایی
6. پولشویی
7. کلاهبرداری در اسناد
8. تجارت آنلاین کالاها و خدمات غیرقانونی.

علاوه بر این، دیگر وظیفه آژانس تجزیه و تحلیل و تبادل اطلاعات، مانند اطلاعات جنایی است. هماهنگی اقدامات تحقیقاتی و عملیاتی و همچنین تیم‌های تحقیق مشترک. تهیه و ارزیابی تهدید، تجزیه و تحلیل استراتژیک و عملیاتی و گزارش وضعیت عمومی؛ و توسعه دانش تخصصی در زمینه پیشگیری از جرم و روش‌های پزشکی قانونی. یوروپل برای هماهنگی و حمایت از سایر نهادهای اتحادیه اروپا که در این اتحادیه تأسیس شده‌اند منطقه آزادی، امنیت و عدالت، مانند آژانس اتحادیه اروپا برای آموزش اجرای قانون (CEPOL)، دفتر مبارزه با کلاهبرداری اروپا (OLAF)، و مأموریت‌های مدیریت بحران اتحادیه اروپا کمک و همکاری می‌کند. آژانس همچنین برای کمک به شورای اروپا و کمیسیون اروپا در توسعه اولویت‌های استراتژیک و عملیاتی مشارکت دارد.
یوروپل در تاریخ ۴ مه مرکز جدید جرایم مالی و اقتصادی اروپا (EFECC) را راه اندازی کرد. هدف این مرکز ارتقا پشتیبانی عملیاتی ارائه شده به کشورهای عضو اتحادیه اروپا و نهادهای اتحادیه اروپا در زمینه جرایم مالی و اقتصادی و ارتقا استفاده منظم از تحقیقات مالی است.
EFECC جدید در ساختار سازمانی فعلی یوروپل راه اندازی شده که در حال حاضر نقش مهمی در واکنش اروپا به جرایم مالی و اقتصادی دارد و با ۶۵ کارشناس و تحلیلگر بین‌المللی کار می‌کند.

## سازمان
در سال مالی ۲۰۱۷، بودجه آژانس تقریباً ۴/۱۱۶ میلیون یورو بود. از دسامبر سال ۲۰۱۶، یوروپل ۱۰۶۵ کارمند دارد که ۳۲٫۳٪ از آنها زن و ۶۷٫۷٪ مرد هستند، از جمله قراردادهای کاری با یوروپل، افسران رابط کشورهای عضو و کشورهای ثالث و سازمان‌ها، کارشناسان ملی اعزامی، کارآموزان و پیمانکاران است. ۲۰۱ نفر از کارکنان آزانس افسران رابط و حدود ۱۰۰ نفر تحلیلگر هستند. علاوه بر هیئت مدیره و دفتر ارتباطات، یوروپل در سه بخش مختلف تحت مدیر اجرایی سازمان یافته‌است:
- بخش عملیاتی (O)
  - دفتر اصلی O1 (شامل مدیران، گردانندگان سازمان)
  - O2 مرکز جرایم جدی و سازمان یافته اروپا (ESOCC)
  - O3 مرکز جرایم رایانه ای اروپا (EC³)
  - O4 مرکز مبارزه با تروریسم اروپا (ECTC)
  - خدمات عملیاتی افقی O5 (HOS)
- بخش حاکمیت (G)
  - دفتر امور شرکت‌ها G1 (CAB)
  - خدمات شرکت G2
  - خرید G3
  - امنیت G5
- بخش توانایی‌ها (C)
  - C1 ICT
  - مدیریت C5

## حاکمیت، پاسخگویی و روابط
رهبری روزمره آژانس و اداره کننده آن، توسط شورای عدالت و امور داخلی اتحادیه اروپا (JHA) برای مدت چهار سال منصوب می‌شود. از سال ۲۰۱۸، آژانس توسط مدیر اجرایی کاترین دی بول اداره می‌شود. آژانس در برابر شورای عدالت و امور داخلی پاسخگو و کنترل می‌شود. شورا همراه با پارلمان اروپا بودجه و مقررات مربوط به کار یوروپل را تصویب می‌کند. شورا همچنین گزارش ویژه سالیانه ای را در مورد کار آژانس به پارلمان اروپا ارسال می‌کند - و پارلمان همچنین یوروپل را از مسئولیت مدیریت بودجه تعیین شده برکنار می‌کند. قبل از سال ۲۰۰۹، آژانس یک نهاد بین‌المللی بود و بنابراین پارلمان اروپا فاقد اختیارات نظارت دقیق بر آن بود. از سال ۲۰۰۹ تا ۲۰۱۷، پارلمان اروپا تنها ارگان در کنترل پارلمان اروپا بود. گروه بررسی دقیق پارلمانی (JPSG) در کنفرانس سخنرانان اتحادیه اروپا در براتیسلاوا در تاریخ ۲۳–۲۵ آوریل ۲۰۱۷ ایجاد شد تا به هر دو پارلمان اروپا و پارلمان‌های ملی اتحادیه اروپا اجازه دهد یوروپل را کنترل کنند.
هیئت مدیره یوروپل متشکل از نمایندگان تمام کشورهای عضو و کمیسیون اروپا است که هر یک دارای یک رأی هستند. تصمیمات هیئت مدیره به اکثریت اکثریت احتیاج دارد و حداقل دو بار در سال در مورد فعالیتهای فعلی و آینده یوروپل و همچنین تصویب بودجه، مواد برنامه‌نویسی و گزارشهای عمومی سالانه تشکیل جلسه می‌دهد. هیئت مدیره تصمیمات خود را برای مطالعه به شورای عدالت و امور داخلی می‌فرستد. وظایف هیئت مدیره مدیریت شامل حفاظت از داده‌ها، حسابرسی داخلی و حسابداری است.
نظارت مالی خارجی آژانس توسط دادگاه اروپایی حسابرسان (ECA) انجام می‌شود. به عنوان مثال، ECA یوروپل را در سال ۲۰۱۷ در برنامه‌های ضد رادیکالیزه ارزیابی کرد. کنترل داخلی توسط سرویس حسابرسی داخلی کمیسیون اروپا و همچنین عملکرد حسابرسی داخلی تعیین شده توسط هیئت مدیره یوروپل انجام می‌شود. دادستان اروپا وظیفه دارد تا شکایات علیه سازمان‌ها و ارگانهای اتحادیه اروپا، از جمله یوروپل را بررسی کند و همچنین به ایجاد یک دولت شفاف، مؤثر، پاسخگو و با اخلاق کمک کند. از تاریخ ۱ مه ۲۰۱۷، ناظر حفاظت از داده اروپا (EDPS) مسئول نظارت بر اقدامات حفاظت از داده‌های آژانس بوده‌است.
مدیر یوروپل می‌تواند با سایر کشورها و سازمان‌های بین‌المللی توافق‌نامه‌هایی را برای یوروپل منعقد کند. از سپتامبر ۲۰۱۷، یوروپل به صورت عملیاتی با آلبانی، استرالیا، بوسنی و هرزگوین، کانادا، دانمارک، کلمبیا، جورجیا، ایسلند، لیختن اشتاین، مولداوی، موناکو، مونته‌نگرو، مقدونیه شمالی، نروژ، صربستان، سوئیس، اوکراین همکاری می‌کند. و ایالات متحده آمریکا و اینترپل. به همین ترتیب، آژانس با برزیل، چین، روسیه، ترکیه، دفتر مواد مخدر و جرم سازمان ملل متحد (UNODC) و سازمان جهانی گمرک (WCO) توافق‌نامه‌های استراتژیک دارد.

## برای خواندن بیشتر
- Carrapiço, Helena; Trauner, Florian (September 2013). "Europol and its Influence on EU Policy-making on Organized Crime: Analyzing Governance Dynamics and Opportunities". Perspectives on European Politics and Society. 14 (3): 357–371. doi:10.1080/15705854.2013.817804.
- Mitsilegas, Valsamis; Monar, Jörg; Rees, Wyn (2003). The European Union and internal security: guardian of the people?. Hampshire: Palgrave Macmillan. ISBN 978-0-230-50438-7.
- Rozée, Stephen; Kaunert, Christian; Léonard, Sarah (September 2013). "Is Europol a Comprehensive Policing Actor?". Perspectives on European Politics and Society. 14 (3): 372–387. doi:10.1080/15705854.2013.817808.
- Santiago, Michael (2000). Europol and Police Cooperation in Europe. New York: Edwin Mellen Press. ISBN 978-0-7734-7731-5.
- Woodward, Rachel (December 1993). "Establishing Europol". European Journal on Criminal Policy and Research. 1 (4): 7–33. doi:10.1007/BF02249463.